# Michelle Williams (cantora)
Tenitra Michelle Williams (Rockford, Illinois, 23 de julho de 1980) é uma cantora e compositora estadunidense de música gospel, pop e R&B. Além de cantora, é atriz, modelo e dançarina. Desde criança participava de corais e  sua família era totalmente ligada à música, tanto que havia um estúdio na sua casa. Com sua voz suave e ao mesmo tempo potente, fez muito sucesso, em carreira solo e com as Destiny's Child.

## Destiny's Child
Michelle Willians entrou para o famoso grupo feminino Destiny's Child em 2000 junto com Farrah Franklin, após a saída de LaTavia Roberson e LeToya Luckett do grupo.  No mesmo ano, Farrah Franklin decidiu deixar o grupo apenas cinco meses depois de ter entrado. O Destiny's Child continuou como um trio com Beyoncé Knowles, Kelly Rowland e Michelle Williams, e lançou naquele ano uma música para trilha sonora do filme As Panteras: Independent Women Part I, que ficou por 11 semanas como número um nas paradas da Billboard e entrou no livros dos recordes [carece de fonte]. Em 2001, as garotas voltaram para casa com dois Grammy, um de melhor canção de R&B com "Say My Name", e outro de melhor performance de grupo.  Nesse ano LaTavia e LeToya decidiram poupar as integrantes e retiraram um processo aberto contra elas , e ficaram na justiça apenas contra Mathew Knowles [carece de fonte].
O Destiny's Child começou a trabalhar em um novo disco, Survivor, lançado em 2001, tornando-se o número um da Billboard no começo daquele ano. Algumas músicas chegaram ao topo das paradas, mas a vendagem ficou por volta de seis milhões de cópias nos Estados Unidos, abaixo do anterior.

## Carreira Solo

### Heart To Yours
Em 2002 Michelle decidiu seguir carreira solo e lança seu primeiro álbum Gospel intitulado "Heart to Yours" que teve ótimas posições na Billboard e vendeu nos Estados Unidos aproximadamente 250 mil cópias, no Canadá 150 mil cópias e no Japão 80 mil cópias, totalizando pelo mundo mais de 1,5 milhões. Este álbum teve como sucesso o single "Heard a Word".

### Do You Know
Devido ao grande sucesso do primeiro álbum, logo em 2004, Michelle lança "Do You Know" que inicialmente também teve ótimas posições na Billboard, porém devido ao criticismo que cresceu em torno da artista, pelo fato ser uma artista gospel e, ao mesmo tempo, estar num grupo com referências sexuais nas músicas e videos, o álbum sofreu uma espécie de boicote, tendo vendido apenas 750 mil cópias pelo mundo, e derivando apenas um single,com a música "Do You Know".

### Unexpected
No começo de 2008, Michelle publicou partes de músicas de seu novo álbum em suas redes sociais. A primeira foi Stop This Car, que teve uma boa aceitação dos fãs. Depois colocou em seu myspace partes de outra música, chamada We Break The Dawn, que também foi bem aceita pelos fãs.
No fim do mês de março daquele ano, Michelle mudou seu site oficial e anunciou que na segunda feira, dia 31, lançaria através da revista People, a música We Break The Dawn, que tem influências de R&B e Dance. Foi divulgado também o nome do novo CD, que seria Unexpected (Inesperado).
O álbum marca a transição do estilo da cantora de gospel para algo mais agitado, já que ela não poderia mais depender da ocasional união das Destiny's Child para manter seu nome na mídia. Com som sintético, samples de baixo, teclado eletrônico e muita bateria, "Unexpected" chega depois de "Do You Know", de 2004, e "Heart to Yours", de 2002, com os quais Williams retornou a suas raízes religiosas.
Após o seu lançamento, Unexpected entrou nos #200 Billboard, no número 42, com vendas de 14 000 cópias em sua primeira semana de lançamento. "Unexpected" tornou-se o maior álbum da cantora em número de vendas fora dos Estados Unidos, batendo sua estréia "Heart to Yours", que vendeu apenas 54.000 cópias nos mercados externos. 

## Volta do grupo
Em 2004, o Destiny's Child divulgou que iria voltar e lançar novo álbum . O quarto disco do grupo intitulado "Destiny Fulfilled", que teve como singles: "Lose My Breath", "Soldier", "Cater 2 U" e "Girl". Este disco vendeu mais de sete milhões de cópias pelo mundo.
Depois do anúncio da pausa do grupo, para se dedicarem a carreira solo, o Destiny's Child ainda presenteou o público com a coletânea #1's, reunindo além de grandes sucessos da carreira, as inéditas "Stand Up for Love", "Feel The Same Way I Do" e "Check on It", que aparece no disco interpretada apenas por Beyoncé. A faixa foi gravada pela cantora para a trilha sonora do longa A Pantera Cor-de-Rosa.

## Discografia
| Ano  | Título             | Posições | Posições | Posições  | Posições     | Vendas        |
| Ano  | Título             | US       | US R&B   | US Gospel | US Christian | Vendas        |
| ---- | ------------------ | -------- | -------- | --------- | ------------ | ------------- |
| 2002 | Heart to Yours     | 57       | 17       | 1         | 1            | - : 1,500,000 |
| 2004 | Do You Know        | 120      | 28       | 2         | 3            | - : 750,000   |
| 2008 | Unexpected         | 42       | 11       | —         | —            | - : 400,000   |
| 2013 | Journey to Freedom | 29       | —        | 2         | —            | - : 13,703    |

## Singles
| Ano  | Título              | Posições | Posições | Posições | Posições | Álbum              |
| Ano  | Título              | US       | US Dance | UK       | HUN      | Álbum              |
| ---- | ------------------- | -------- | -------- | -------- | -------- | ------------------ |
| 2002 | Heard a World       | —        | —        | —        | —        | Heart to Yours     |
| 2004 | Do You Know         | —        | —        | —        | —        | Do You Know        |
| 2008 | We Break the Dawn   | —        | 4        | 47       | 38       | Unexpected         |
| 2008 | The Greatest        | —        | 1        | —        | —        | Unexpected         |
| 2008 | Hello Heartbreak    | —        | —        | —        | —        | Unexpected         |
| 2013 | If We Had Your Eyes | —        | —        | —        | —        | Journey to Freedom |
| 2013 | Fire                | —        | —        | —        | —        | Journey to Freedom |

## Turnê
- 2009 - The Unexpected Tour: Starring Michelle Williams

## Atuações e Aparições
Teatro
- 2003 - Aida como Aida
- 2007 - The Color Purple como Shug Avery
- 2009 - Chicago como Roxie Hart
- 2011 - What My Husband Doesn't Know como Lena Summer
- 2013 - Fela! como Sandra Isadore

TV
- 2006 - Half & Half como Naomi Dawson
- 2008 - MTV's Top Pop Group como juri
- 2009 - RuPaul's Drag Race como juri
- 2009 - Gospel Dream como juri
- 2010 - You're Cut Off como ela mesma
- 2010 - Strictly Come Dancing como competidora

Filmes
- 2010 - Blessed & Cursed como ela mesma/filme para DVD
- 2011 - What My Husband Doesn't Know como Lena Summer/gravação de performance ao vivo